# Hypochaeris chillensis
Hypochaeris chillensis là một loài thực vật có hoa trong họ Cúc. Loài này được (Kunth) Hieron. mô tả khoa học đầu tiên năm 1901.